# Pepín Liria
José Liria Fernández, conocido como “Pepín Liria” en los carteles, es un torero español nacido en Cehegín (Murcia) el 10 de mayo de 1970.
Torero caracterizado por su valor y entrega, con más de 700 festejos en su haber, es un especialista en torear corridas de las llamadas duras.

## Inicios
Su primer apoderado fue Luis Sánchez, Guerrita, quien se hace cargo de su carrera cuando nadie confiaba en él, "Guerrita" se dejó el alma en su carrera. A los trece años estoqueó el primer becerro en su localidad natal. El 14 de septiembre de 1988, a los diecisiete años, en la localidad murciana de Los Barberos (Cartagena), se vistió de luces por primera vez en público, actuando en la parte seria del espectáculo cómico-taurino de El Bombero Torero.

## Novillero
Debutó con picadores en Cehegín el 8 de abril de 1990, cortando una oreja y las dos y el rabo. Durante ese año toreó diecinueve tardes, la mayoría en plazas poco importantes. El 15 de septiembre hizo su único paseíllo en una plaza de segunda categoría, en Murcia, saliendo por la puerta grande al cortar una oreja a cada uno de sus novillos de la ganadería de Lamamie de Clairac, alternando junto a Jesulin de Ubrique, Finito de Córdoba y Chamaco en la lidia de ocho novillos.
En 1991 volvió a participar en diecinueve novilladas, toreando tan sólo en dos plazas de segunda: Almería, el 1 de enero, y Murcia, el 31 de marzo.
En 1992, Alberto Aliaño pasó a ser su apoderado. La temporada fue similar a las anteriores, con veinticuatro novilladas en su haber.
Antonio Lorena se convirtió en su apoderado en 1993, año en el que intervino en veintisiete novilladas. Se presentó en algunas de las principales plazas, toreando en Barcelona el 4 de abril y cortando una oreja. También debutó en Las Ventas, el 29 de abril, con reses de Juan Antonio Ruiz "Espartaco". Se destacó su manejo del capote y fue premiado con una oreja por la labor que le hizo al segundo novillo. El 30 de mayo volvió a torear en Barcelona, cortando nuevamente una oreja. El 10 de junio regresó a Las Ventas, siendo silenciada su faena. Tres días después cortó las dos orejas al segundo novillo de su lote en Valencia, ciudad a la que volvió el 24 de julio, consiguiendo una oreja como trofeo. El 8 y el 26 de agosto toreó en Sevilla, dando una vuelta al ruedo en ambas tardas. Su última actuación como novillero tuvo lugar en la importante feria de novilladas de Arganda del Rey (Madrid) el 6 de septiembre. Fue herido por su primer novillo.

## Torero

### Alternativa: Temporada 1993
La alternativa de Pepín Liria se produjo el 11 de septiembre de 1993 durante la Feria de Septiembre de Murcia y en la tradicional Corrida de la Prensa. Se la dio José Ortega Cano, con Finito de Córdoba como testigo. El toro de la ceremonia, de Torrestrella, se llamaba Barquero. Liria salió en hombros al cortar una oreja de cada una de sus dos reses. Fue su primer éxito como matador de toros en la Plaza de toros de La Condomina, donde tendría garantizada su actuación durante las temporadas siguientes.
Antes de acabar el año toreó cuatro tardes más. Fue dirigido en el final de la temporada por Ángel Pardo.

### Temporada 1994
La campaña de 1994 fue muy importante para Pepín Liria. Toreó un total de treinta y dos corridas.
El 27 de marzo confirmó su alternativa en Madrid con David Castro, “Luguillano”, como padrino y Óscar Higares como testigo. Se lidiaron toros de Manuel Ángel Millares, mal presentados e inválidos. El toro de la ceremonia se llamaba "Piconero". Liria dio una vuelta al ruedo escuchando algunas protestas por ello.
Fue incluido en la Feria de San Isidro, toreando el 5 de junio. Obtuvo un gran éxito al cortar una oreja, lo que le valió para repetir al día siguiente, sustituyendo a Vicente Ruiz El Soro. Saludó desde el tercio en el primero y dio una aclamada vuelta al ruedo en el segundo.
Esas dos participaciones le sirvieron para ser incluido en el cartel de la Gran Corrida Extraordinaria de la Beneficencia de Madrid, que se celebró el 27 de junio. Su balance fue de una vuelta al ruedo y silencio.
El 15 de agosto intervino en Sevilla en una difícil corrida en la que cortó una oreja a su primer toro. Salió a hombros en doce ocasiones en diferentes plazas de menor categoría antes de acabar la temporada.

### Temporada 1995
Durante 1995 Pepín Liria dio muestras de su preparación, su valor y su constancia a la hora de superar los diversos problemas que se le fueron presentando en las corridas difíciles. Participó en un total de cincuenta y cuatro festejos.
Toreó el 14 de marzo en Valencia en Fallas, la primera feria importante del año, recibiendo dos ovaciones.
Continuó en diversas plazas de menor categoría hasta que se anunció en Las Ventas para tres tardes: el 19 de mayo, el 5 de junio y el 8 de junio. Tras ellas, salió revalorizado. En la primera, fue ovacionado por sus dos toros; en la segunda, cortó una oreja; y en la tercera, a pesar de no repetir los éxitos anteriores, continuó dando muestras de su valor y entrega.
El 9 de julio en Pamplona le llegó el que probablemente fue su mayor éxito en esta temporada al llevarse una oreja de cada uno de los toros que lidió.
En agosto se anunció su presencia en once ferias, entre las que destacaban las de Gijón, Bilbao, San Sebastián de los Reyes (Madrid) y Colmenar Viejo (Madrid).
En septiembre intervino en quince paseíllos, incluyendo los de las ferias más importantes. Salió a hombros en diez ocasiones, destacando sus actuaciones en Murcia los días 9 y 13, y en Salamanca, el día 17.
El 12 de octubre volvió a torear en Madrid, esta vez sin una actuación destacada.

### Temporada 1996
El año de 1996 le sirvió a Pepín Liria para consolidar su puesto entre las grandes figuras. Hizo el paseíllo en ochenta ocasiones y cortó 114 orejas y 7 rabos.
Su mayor triunfo lo consiguió en Sevilla, donde actuó en tres ocasiones. La primera de ellas fue el 18 de abril, cortando una oreja y dando una vuelta al ruedo. El 23 de abril sustituyó a Vicente Barrera y repitió resultado. Por último, en la tercera tarde, el día 27, cortó una oreja a cada toro.
En septiembre fue declarado triunfador de la feria de Murcia.

### Temporada 1997
En la temporada de 1997 toreó en sesenta ocasiones, cortando 117 orejas y 2 rabos.
El 11 de abril cortó dos orejas en la Real Maestranza de Sevilla. En la misma plaza, el 1 de mayo lidió seis toros en solitario durante la Corrida de la Prensa. Cortó tres orejas y dio una vuelta al ruedo, por lo que salió por primera vez por la puerta del Príncipe.
Fue el triunfador en Granada en la Feria del Corpus de Granada. Otro triunfo importante lo consiguió el 4 de junio al cortar una oreja en Madrid.

### Temporada 1998
Durante 1998 toreó en cincuenta y cinco ocasiones, cortando ochenta y nueve orejas y siete rabos.
Toreó dos tardes en Sevilla, dando una vuelta al ruedo el 2 de mayo. En Tafalla (Navarra) recibió los premios de triunfador de la feria y de mejor estocada. En Bayona (Francia) cortó tres orejas a toros de Victorino Martín. Fue el triunfador de la Feria de Murcia. Fue cogido en Córdoba, Madrid y Santander.

### Temporada 1999
Lidió un total de setenta y un festejos, en los que cortó ciento tres orejas y cinco rabos.
Hizo el paseíllo en dos ocasiones en Sevilla, consiguiendo su oreja número catorce en esa plaza. Logró trofeos en Córdoba, Granada, Santander y Huesca, pero no en Madrid. De nuevo, fue el triunfador de la Feria de Murcia.

### Temporada 2000
En la temporada del año 2000 toreó en cuarenta y cinco ocasiones, cortando cincuenta y cuatro orejas y ocho rabos.
En la Feria de Fallas de Valencia cortó una oreja. El 22 de abril cortó tres orejas en Arlés, por lo que salió por la puerta de los Cónsules. Al día siguiente cortó otras dos orejas en Murcia. No consiguió triunfar ni en sus dos intervenciones en Sevilla ni en Madrid.
El 24 de junio en la feria de Badajoz indultó al toro de nombre Pelotero, de la ganadería de Victorino Martín. El 20 de julio resultó cogido de gravedad por otro toro de Victorino, lo que le obligó a cancelar su presencia en algunos festejos. Cortó dos orejas en El Puerto de Santa María (Cádiz). Otro año más fue proclamado triunfador de la feria de Murcia. El 13 de octubre en Zaragoza dio dos vueltas al ruedo por su primer toro y cortó una oreja al segundo.

### Temporada 2001
En la campaña de 2001 Pepín Liria hizo cuarenta y tres paseíllos, cortando 60 orejas y 5 rabos.
El 25 de febrero cortó dos orejas en Jaén. En dos festejos celebrados en Murcia en la primera parte de la temporada cortó dos y cuatro orejas. Nuevamente hizo doblete en Sevilla, cortando dos orejas el 5 de mayo. Cortó una oreja en Madrid el 3 de junio. Logró un gran triunfo en la feria de Almería el 25 de agosto al cortar tres orejas. En la feria de Murcia fue anunciado tres tardes, en las que cortó cinco orejas.

### Temporada 2002
A lo largo del año toreó un total de cuarenta y siete corridas, cortando 67 orejas y 7 rabos. Obtuvo menos triunfos en plazas importantes que en las temporadas anteriores.
El 20 de abril consigue una oreja en Sevilla, tras no haber triunfado la tarde anterior en la misma plaza. El 27 de abril indultó un toro de Nazario Ibáñez en Yecla (Murcia).
Toreó en Murcia dos tardes, cortando dos orejas en cada una de ellas. También cortó una oreja en Alicante y en Valencia, y dos en Huelva.

### Temporada 2003
En 2003 disminuyó el número de festejos en los que intervino hasta treinta y seis, cortando 59 orejas y 4 rabos.
Toreó dos tardes tanto en Sevilla como en Madrid sin lograr ningún triunfo, lo que pareció afectarle mucho en el resto de la temporada.
El 22 de junio indultó un toro de Cebada Gago en Istres (Francia). En Murcia indultó a otro toro el 17 de septiembre, Sevillano, de la ganadería de Torrestrella, durante una feria en la que volvió a obtener numerosos trofeos.
Otros triunfos los obtuvo en Alicante y en las ciudades francesas de Béziers y Arlés.

### Temporada 2004
Durante 2004, Pepín Liria sólo toreó en veintisiete ocasiones, cortando 36 orejas y 6 rabos, siendo la campaña en la que menos festejos contaron con su presencia.
Toreó en una ocasión en Sevilla, donde dio una vuelta al ruedo. En la Feria de San Isidro fue corneado en el muslo izquierdo por un toro de Adolfo Martín. Volvió a torear en Madrid en la feria de otoño, sin lograr tampoco triunfo.
En Pamplona, donde es ídolo de la afición, sufrió otra grave cogida de un toro de Cebada Gago tras haber cortado una oreja al primero que lidió. Recibió una cornada en el brazo derecho que afectó a la vena cefálica y desgarró el músculo bíceps.

### Temporada 2005
En la temporada de 2005 toreó cuarenta y nueve tardes, cortando setenta y tres orejas y ocho rabos. Volvió a situarse en los quince primeros puestos del escalafón.
Logró dar una vuelta al ruedo en Sevilla con toros de Palha, la misma ganadería con la que obtuvo un enorme éxito en la Feria de San Juan de Alicante, donde cortó una oreja al primero de su lote e indultó al segundo, llamado Bandeilhito. Volvió a Alicante durante la Feria de la Virgen de los Remedios el 4 de agosto, en un festejo en el que cortó tres orejas.
No logró triunfar durante sus actuaciones en Madrid y Pamplona. En La Coruña cortó dos orejas durante una corrida más dulce de las que está habituado a torear. Indultó un toro de Fuente Ymbro en Baeza (Jaén). Cortó una oreja en El Puerto de Santa María, Almería y Albacete. En Murcia triunfó en las dos tardes en las que estaba anunciado. Al final de la temporada cortó una oreja y dio una vuelta al ruedo en Logroño.

### Temporada 2006
En la temporada de 2006 Pepín Liria sumó cuarenta y siete corridas, cortando 90 orejas y 2 rabos.
En abril cortó tres orejas en Murcia y una en Sevilla. El 2 de mayo en Madrid fue cogido por su primer toro en la corrida goyesca que se estaba celebrando. Ya recuperado, cortó dos orejas en la feria de Granada. También cortó una oreja en Alicante y tres en Pontevedra. Tres tardes toreó en Murcia, sumando diez orejas y un rabo, dos de ellas y el rabo simbólicos tras indultar un toro de Zalduendo en una corrida en la que Enrique Ponce logró indultar otra res.

### Temporada 2007

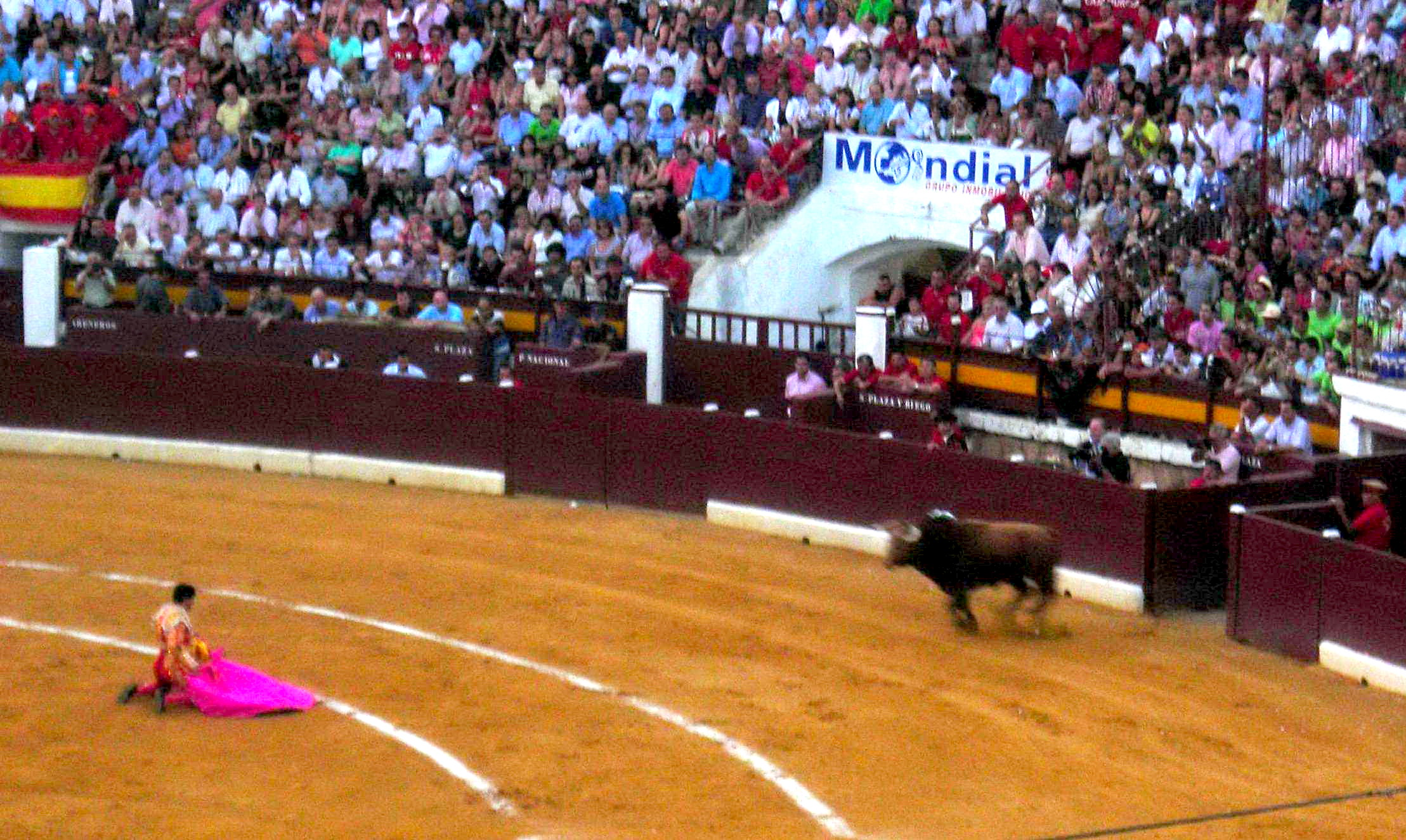
Pepín Liria recibe a porta gayola
al toro que le corneó de gravedad durante la faena con la muleta (Feria de Murcia 2007).

La temporada 2007 empezó sin triunfar en su habitual cita con la Maestranza de Sevilla. El 5 de mayo consiguió cortar una oreja en Las Ventas de Madrid. El 30 de mayo, en la misma plaza y durante la Feria de San Isidro, su actuación acabó con silencio y pitos.
Toreó dos tardes en la Feria de San Juan de Alicante, cortando dos y cuatro orejas. Recibió una ovación durante su participación en la Feria de San Fermín de Pamplona. Cortó dos orejas en Pontevedra.
La primera de las dos tardes que toreó en Murcia recibió dos orejas. En la segunda fue herido de gravedad en el escroto por un toro de la ganadería de El Pilar, reapareciendo dos semanas más tarde.

### Temporada 2008 (retirada)
Tras anunciar que 2008 sería el año de su retirada de los ruedos, en el inicio de la temporada cortó oreja en Castellón y Valencia. El 3 de abril hizo lo propio en Sevilla, donde realizó una faena memorable a un toro de Victorino Martín, que lo volteó cuando lo recibía a porta gayola, que posteriormente lo volvió a coger y al que, a pesar de ello, le hizo una faena por la que el público pidió insistentemente las dos orejas, después de que Liria matara al toro de Victorino Martín en los medios (centro del ruedo) .El palco presidencial de la Real Maestranza de Caballería de Sevilla recibió tras esa faena una de las mayores broncas recordadas en dicha plaza, puesto que pese a la continua y fuerte petición de dos apéndices , solo se le concedió uno. Apoteósica despedida del maestro Pepín Liria en Sevilla.
El 11 de julio toreó por última vez en el ruedo de Pamplona, con astados de Jandilla. Las peñas le hicieron diversos obsequios y ya fue ovacionado antes de que comenzase el festejo, en el que Pepín cortó una oreja a su primer toro.
Se despidió el 12 de octubre con una corrida benéfica en la Plaza de la Condomina de Murcia, en la que lidió siete toros con un balance de ocho orejas y un rabo.
Sin embargo, se fue diciendo que volvería cuando la plaza de toros de Murcia, y su afición, le necesitase. Por ello, volvió a actuar el 3 de julio de 2011 en la plaza de toros de Murcia, junto a las máximas figuras del toreo, como Enrique Ponce  , Morante de la Puebla  , El Juli  , El Fandi , José María Manzanares  y Alejandro Talavante  en un festival taurino benéfico cuyos ingresos se destinaron a ayudar a Lorca tras los terremotos. Más adelante, el 10 de septiembre de 2012 actuaría de nuevo en una corrida goyesca (luciendo un traje goyesco blanco con pasamanería negra, adornado como si de un lienzo se tratara con frutos de la huerta de Murcia, pintado por Pedro Cano) organizada con motivo del 125 aniversario de la mencionada plaza de toros, la de Murcia, actuando junto a Enrique Ponce y José María Manzanares y cortando dos orejas, quedando de nuevo triunfador de su feria.
Desde ese mismo año, es el director artístico de la Escuela de Tauromaquia de la Región de Murcia, dónde enseña a los chavales los pasos para conseguir un sueño, que muy poco elegidos consiguen. Elegidos, como él.
El pasado 25 de febrero de 2014 el matador retirado y José Antonio Camacho, exfutbolista y entrenador, protagonizaron un "cara a cara" junto al periodista taurino José Enrique Moreno  en el que ambos dialogaban sobre los nexos entre el fútbol y el mundo del toreo. La escena tuvo lugar en el antiguo teatro sevillano Álvarez Quintero y las palabras que más se pronunciaron fueron "disciplina, orden y mentalización".